# پاکوندیا
پاکوندیا (به لاتین: Pakundia) یک منطقهٔ مسکونی در بنگلادش است که در ناحیه کیشورگنج واقع شده‌است. پاکوندیا ۱۸۰٫۵۲ کیلومتر مربع مساحت و ۲۱۰٬۳۵۵ نفر جمعیت دارد.